# Igreja de Orsanmichele

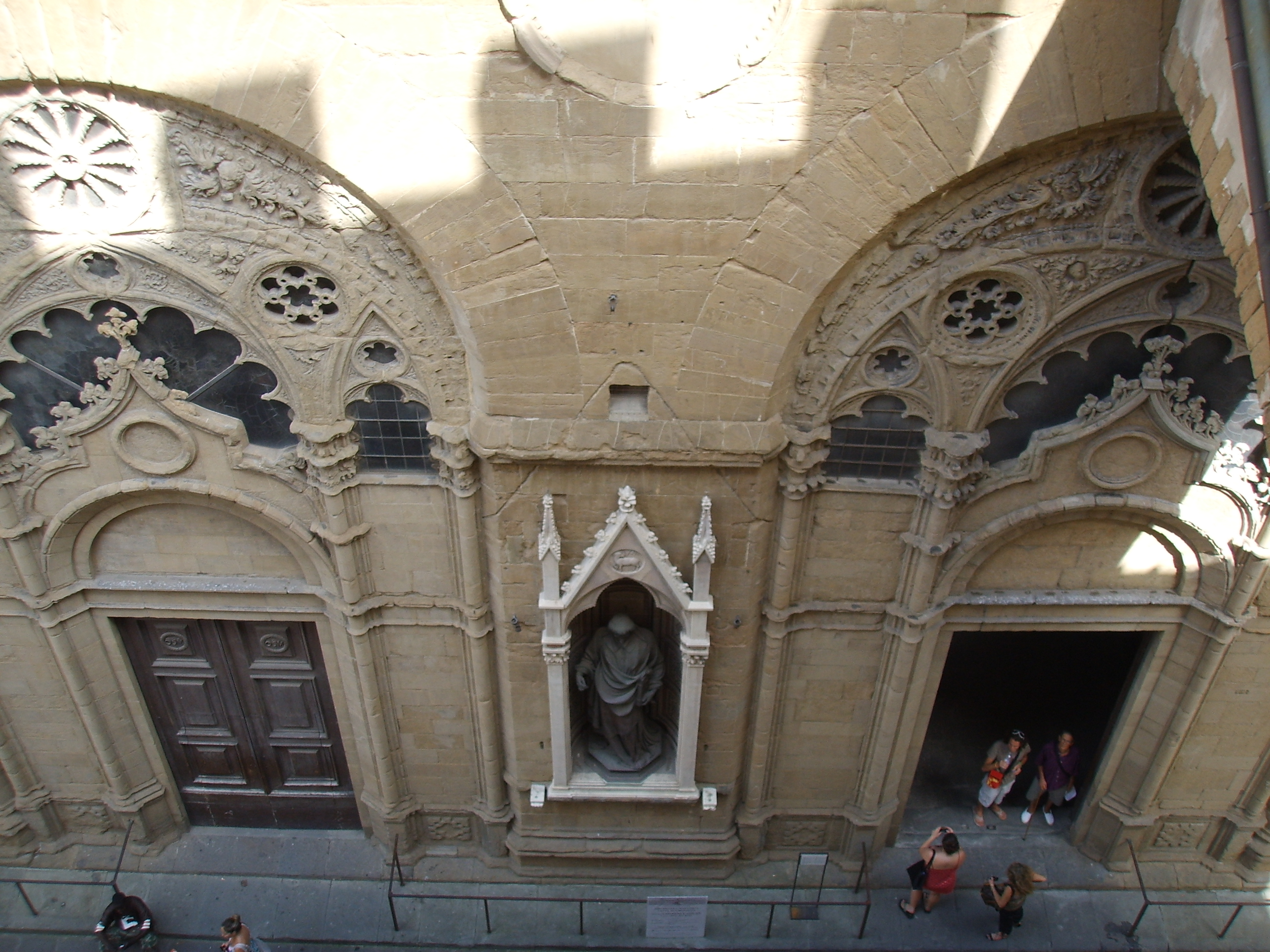
Entrada de Orsanmichele

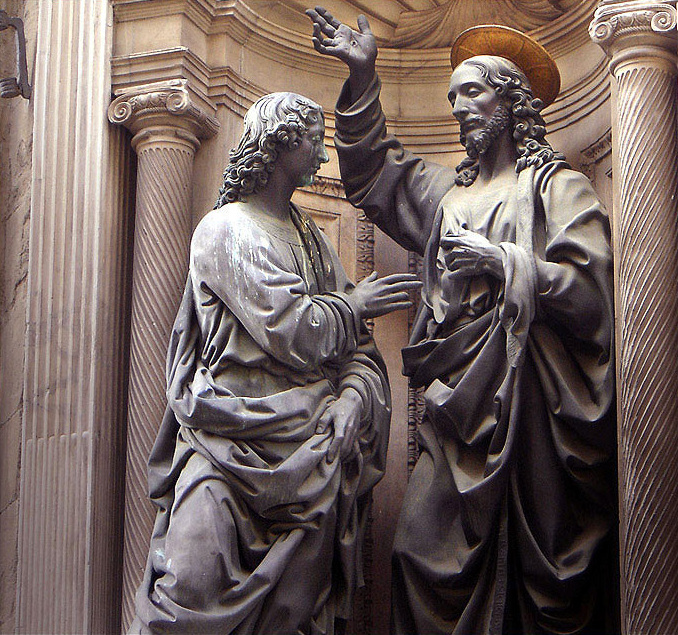
Fachada: Cristo e São Tomé, por Verrocchio.

A Igreja de Orsanmichele (ou "Horta de São Miguel") é uma igreja na cidade italiana de Florença. Localizada na Via Calzaiuoli, em Florença, a igreja foi originalmente construída como um mercado de cereais em 1337 por Francesco Talenti, Neri di Fioravante e Benci di Cione. Entre 1380 e 1404, foi convertida numa igreja utilizada como capela das poderosas guildas de ofícios e comércio de Florença. No piso térreo do edifício quadrado, os arcos do século XIII que originalmente estavam abertos, formando o mercado de cereais em estilo loggia, foram murados. O segundo piso era dedicado a escritórios, enquanto o terceiro albergava um dos armazéns municipais de cereais da cidade, mantido para resistir à fome ou ao cerco.
Já em 1339, cada uma das principais guildas recebeu um espaço entre os arcos para fazer um nicho emoldurado, com uma estátua do seu santo padroeiro. Nesta altura, apenas a Arte de Lana (guilda da lã) parece tê-lo feito; esse número foi posteriormente substituído.
No final do século XIV, as guildas foram novamente encarregadas pela cidade de encomendar estátuas dos seus santos padroeiros para embelezar as fachadas da igreja. A maioria das estátuas data de 1400 a 1428, tendo duas das primeiras desse período sido substituídas posteriormente, no século XVI. As esculturas vistas hoje nos nichos exteriores são cópias; os originais foram removidos para museus, principalmente o que se encontra no piso superior do edifício.
Localizado na Via Calzaiuoli, a igreja foi originalmente um mercado de grãos, e tornou-se uma igreja em 1380 ou 1404. No final do século XIV, a cidade pediu às guildas de mercadores que decorassem a fachada do prédio com santos padroeiros. O resultado foi uma competição para criar a estátua mais bela, o que resultou em uma variedade de belíssimas obras de arte. As guildas mais ricas usaram o bronze na construção das estátuas de seus santos. As esculturas vistas hoje são cópias, pois as originais foram recolhidas para museus.
Dentro da igreja encontra-se o Tabernáculo Gótico de Andrea Orcagna, que guarda uma reprodução de Bernardo Daddi de um ícone antigo da Madonna e Menino.
A fachada apresenta 14 nichos arquitetônicos, que abrigam, em cada um deles, uma estátua de um santo. Entre os artistas que executaram as obras estão: Simone di Ferrucci, Nanni di Banco, Giovanni Bologna (Giambologna), Donatello, Verrocchio, Lorenzo Ghiberti e Baccio da Montelupo.)
Hoje, todas as esculturas originais foram removidas e substituídas por cópias para que fossem protegidas do clima e do vandalismo. Estão no museu de Orsanmichele, no andar superior da igreja.